# Вехренфеннинг, Вильгельм
Вильгельм Вехренфеннинг (нем. Wilhelm Wehrenpfennig; 5 марта 1829, Бланкенбург, Саксония-Анхальт — 25 июля 1900, Берлин) — прусский либеральный политик, чиновник, журналист, публицист, редактор и депутат рейхстага Германской империи. Доктор наук (1853).

## Биография

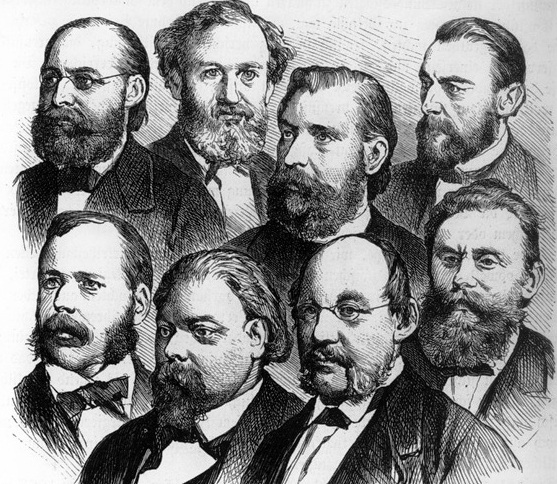
Лидеры Национал-либеральной партии. Верхний ряд (слева направо): Вильгельм Вехренфеннинг, Эдуард Ласкер, Генрих фон Трейчке, Иоганн Микель. Нижний ряд: Франц фон Роггенбах, Карл Браун, Рудольф фон Гнейст, Людвиг Бамбергер

Изучал богословие в университетах Йены и Берлина. Участник революции 1848—1849 годов в Германии. Сражался на баррикадах в Лейпциге.
Позже учительствовал в школах и гимназиях, в том числе Иоахимсталь. С 1858 по 1862 год работал начальником отдела информации прусского государственного министерства. С 1863 по 1883 год редактировал вместе с Генрихом фон Трейчке и был соредактором прусских ежегодников, главным редактором Spenersche Zeitung (1872—1873). В 1877 году стал тайным советником в Министерстве торговли. В 1879 году перешёл в Министерство культуры в качестве старшего государственного советника.
Активный политик. Был одним из главных членов германской национал-либеральной партии. С 1868 по 1879 год — депутат прусской палаты представителей от Национал-либеральной партии . В 1869—1881 годах — депутат рейхстага Германской империи.